# Герб Гардінер
Герб Гардінер (англ. Herb Gardiner; 8 травня 1891, Вінніпег — 11 січня 1972, Філадельфія) — канадський хокеїст, що грав на позиції захисника. Згодом — хокейний тренер.
Член Зали слави хокею з 1958 року.

## Ігрова кар'єра
Хокейну кар'єру розпочав 1919 року.
Протягом професійної клубної ігрової кар'єри, що тривала 9 років, захищав кольори команд «Калгарі Тайгерс», «Монреаль Канадієнс» та «Чикаго Блек Гокс».
Загалом провів 117 матчів у НХЛ, включаючи 9 ігор плей-оф Кубка Стенлі.

## Тренерська робота
1928 року розпочав тренерську роботу в НХЛ. Тренерська кар'єра обмежилася роботою з командою «Чикаго Блек Гокс».

## Нагороди та досягнення
- Пам'ятний трофей Гарта — 1927.

## Статистика
| Сезон        | Клуб                 | Ліга         | Регулярний сезон | Регулярний сезон | Регулярний сезон | Регулярний сезон | Регулярний сезон | Плей-оф | Плей-оф | Плей-оф | Плей-оф | Плей-оф |
| Сезон        | Клуб                 | Ліга         | І                | Г                | П                | О                | ШХ               | І       | Г       | П       | О       | ШХ      |
| ------------ | -------------------- | ------------ | ---------------- | ---------------- | ---------------- | ---------------- | ---------------- | ------- | ------- | ------- | ------- | ------- |
| 1919–20      | Calgary Wanderers    | Big-4        | 12               | 8                | 9                | 17               | 6                | 2       | 0       | 0       | 0       | 2       |
| 1920–21      | «Калгарі Тайгерс»    | Big-4        | 13               | 3                | 7                | 10               | 6                | —       | —       | —       | —       | —       |
| 1921–22      | «Калгарі Тайгерс»    | ЗКХЛ         | 24               | 4                | 1                | 5                | 6                | 2       | 0       | 0       | 0       | 0       |
| 1922–23      | «Калгарі Тайгерс»    | ЗКХЛ         | 29               | 9                | 3                | 12               | 9                | —       | —       | —       | —       | —       |
| 1923–24      | «Калгарі Тайгерс»    | ЗКХЛ         | 22               | 5                | 5                | 10               | 4                | 7       | 3       | 1       | 4       | 0       |
| 1924–25      | «Калгарі Тайгерс»    | ЗКХЛ         | 28               | 12               | 8                | 20               | 18               | 2       | 0       | 0       | 0       | 0       |
| 1925–26      | «Калгарі Тайгерс»    | ЗХЛ          | 27               | 3                | 1                | 4                | 10               | —       | —       | —       | —       | —       |
| 1926–27      | «Монреаль Канадієнс» | НХЛ          | 44               | 6                | 6                | 12               | 26               | 4       | 0       | 0       | 0       | 10      |
| 1927–28      | «Монреаль Канадієнс» | НХЛ          | 44               | 4                | 3                | 7                | 26               | 2       | 0       | 1       | 1       | 4       |
| 1928–29      | «Чикаго Блек Гокс»   | НХЛ          | 13               | 0                | 0                | 0                | 0                | —       | —       | —       | —       | —       |
| 1928–29      | «Монреаль Канадієнс» | НХЛ          | 7                | 0                | 0                | 0                | 0                | 3       | 0       | 0       | 0       | 2       |
| ЗКХЛ разом   | ЗКХЛ разом           | ЗКХЛ разом   | 130              | 33               | 18               | 51               | 47               | 11      | 3       | 1       | 4       | 0       |
| Усього в НХЛ | Усього в НХЛ         | Усього в НХЛ | 108              | 10               | 9                | 19               | 59               | 9       | 0       | 1       | 1       | 16      |

## Тренерська статистика
| Команда | Сезон   | Регулярний сезон | Регулярний сезон | Регулярний сезон | Регулярний сезон | Регулярний сезон | Регулярний сезон | Плей-оф      |
| Команда | Сезон   | І                | В                | П                | Н                | О                | Місце            | Результат    |
| ------- | ------- | ---------------- | ---------------- | ---------------- | ---------------- | ---------------- | ---------------- | ------------ |
| ЧИК     | 1928–29 | 32               | 5                | 23               | 4                | 14               | 5-е в АД         | (звільнений) |
| Усього  | Усього  | 32               | 5                | 23               | 4                | 14               |                  |              |